# 오리노코아구티
오리노코아구티(Dasyprocta guamara)는 아구티과에 속하는 남아메리카 설치류의 일종이다. 베네수엘라 델타아마쿠로 주의 토착종으로 우림과 망그로브 숲에서 발견된다.